# Parafia św. Kajetana w Orłowie Murowanym
Parafia św. Kajetana w Orłowie Murowanym – parafia rzymskokatolicka znajdująca się w archidiecezji lubelskiej, w dekanacie Krasnystaw – Wschód. 
Została erygowana 12 października 1924 roku przez bp. Mariana Fulmana.

## Zasięg parafii
Do parafii należą wierni z miejscowości: Kryniczki, Majdan Krynicki, Marianka (Wólka Orłowska), Orłów Drewniany-Kolonia, Orłów Drewniany, Orłów Murowany-Kolonia, Orłów Murowany, Stryjów, Topola.